# Plectosphaera flagellariae
Plectosphaera flagellariae är en svampart som beskrevs av I. Hino & Katum. 1965. Plectosphaera flagellariae ingår i släktet Plectosphaera och familjen Phyllachoraceae.   Inga underarter finns listade i Catalogue of Life.